# Церква Святого Пророка Іллі (Тернопіль)
Церква Святого Пророка Іллі в Тернополі — парафія і храм Тернопільсько-Зборівської архієпархії Української греко-католицької церкви в Тернополі (деканат м. Тернополя — Східний).

## Історія церкви
До 2012 року жителі мікрорайону відвідували богослужіння в Архикатедральному соборі та в храмі Святого Василія Великого. На початку 2012 року група мешканців вулиці Бродівської звернулася до о. Василя Корендія з ініціативою створити греко-католицьку громаду. Після збору близько семисот підписів і отримання благословення від митрополита Василія Семенюка, громада розпочала процес реєстрації. У лютому 2012 року о. Василь Корендій був призначений адміністратором новоствореної парафії, а навесні міська рада виділила ділянку під будівництво церкви.
7 жовтня 2012 року в пристосованому під капличку приміщенні відбулася перша Свята Літургія. Незабаром були організовані недільна школа для дітей і Вівтарна дружина. Згодом почали діяти спільнота «Матері в молитві» та братство Молитовного псалтиря. У вересні 2013 року парафіяни розпочали спорудження металевої каплички. 5 жовтня 2013 року митрополит Василій Семенюк освятив новозбудовану капличку, хрест і наріжний камінь майбутнього храму. З того часу богослужіння відбуваються саме в цій каплиці.

## Парохи
- о. Василь Корендій (з лютого 2012).